# Гарвіч-Сентер (Массачусетс)
Гарвіч-Сентер (англ. Harwich Center) — переписна місцевість (CDP) в США, в окрузі Барнстебел штату Массачусетс. Населення — 1995 осіб (2020).

## Географія
Гарвіч-Сентер розташований за координатами 41°41′32″ пн. ш. 70°4′10″ зх. д. / 41.69222° пн. ш. 70.06944° зх. д. (41.692190, -70.069524).  За даними Бюро перепису населення США в 2010 році переписна місцевість мала площу 5,93 км², з яких 5,83 км² — суходіл та 0,11 км² — водойми.

## Демографія
Згідно з переписом 2010 року, у переписній місцевості мешкало 1798 осіб у 846 домогосподарствах у складі 490 родин. Густота населення становила 303 особи/км².  Було 1221 помешкання (206/км²).
Расовий склад населення:
| - 91,7 % — білих - 2,4 % — чорних або афроамериканців - 0,6 % — азіатів - 0,3 % — корінних американців - 2,7 % — осіб інших рас |

До двох чи більше рас належало 2,4 %. Частка іспаномовних становила 1,8 % від усіх жителів.
За віковим діапазоном населення розподілялося таким чином: 16,0 % — особи молодші 18 років, 55,6 % — особи у віці 18—64 років, 28,4 % — особи у віці 65 років та старші. Медіана віку мешканця становила 52,7 року. На 100 осіб жіночої статі у переписній місцевості припадало 85,6 чоловіків;  на 100 жінок у віці від 18 років та старших — 79,7 чоловіків також старших 18 років.
Середній дохід на одне домашнє господарство  становив 72 290 доларів США (медіана — 66 833), а середній дохід на одну сім'ю — 93 861 долар (медіана — 94 018). Медіана доходів становила 66 667 доларів для чоловіків та 51 551 долар для жінок. За межею бідності перебувало 9,4 % осіб, у тому числі 4,3 % дітей у віці до 18 років та 11,1 % осіб у віці 65 років та старших.
Цивільне працевлаштоване населення становило 842 особи. Основні галузі зайнятості: освіта, охорона здоров'я та соціальна допомога — 19,1 %, виробництво — 13,9 %, науковці, спеціалісти, менеджери — 13,1 %.